# Чемпионат мира по футболу среди молодёжных команд 2023
Чемпионат мира по футболу (до 20 лет) 2023 года (англ. 2023 FIFA U-20 World Cup) — 23-й розыгрыш чемпионата мира по футболу среди молодёжных команд, который прошёл в Аргентине с 20 мая по 11 июня 2023 года.
Изначально турнир должен был пройти в Индонезии. Турнир мог стать первым международным соревнованием, проведённым в Индонезии, однако 29 марта 2023 года страна была лишена права на проведение турнира из-за протестов против участия Израиля на турнире. 17 апреля было объявлено, что Аргентина станет новым хозяином турнира.

## Выборы места проведения турнира
На проведение чемпионата мира 2021 года в 2019 году было подано 5 заявок. 24 октября 2019 года Индонезия была выбрана хозяйкой турнира. После отмены чемпионата мира 2021 года из-за пандемии COVID-19, ФИФА подтвердила, что следующий розыгрыш турнира пройдёт в Индонезии в 2023 году.
29 марта 2023 года Индонезия была лишена права на проведение чемпионата мира из-за протестов против участия Израиля на турнире. При этом даты проведения остались неизменными. Заинтересованность в проведении турнира вызвали Аргентина, Катар и Перу. 30 марта Аргентина стала первым официальным кандидатом на проведение чемпионата мира.
17 апреля 2023 года на пресс-конференции, совместно проведённой министром экономики Серхио Массой, министром туризма и спорта Матиасом Ламменсом и президентом Ассоциации футбола Аргентины Клаудио Тапиа, было объявлено о том, что чемпионат мира по футболу до 20 лет примет Аргентина, а через некоторое время последовало заявление от ФИФА, которое подтвердило, что Аргентина является новой хозяйкой турнира.

## Участники
Действующий чемпион — сборная Украины не смогла отстоять свой титул, так как команда не прошла отборочный турнир на молодёжный чемпионат Европы. Это уже седьмой подряд случай, когда действующий обладатель титула не сможет участвовать в следующем турнире.
| Команда                                                            | Отобралась как | Участие | Лучший результат                                                |
| ------------------------------------------------------------------ | -------------- | ------- | --------------------------------------------------------------- |
| Аргентина                                                          | Хозяин         | 17-е    | Чемпион (1979, 1995, 1997, 2001, 2005, 2007)                    |
| Команды из АФК отобрались через Чемпионат Азии (U20) 2023          |                |         |                                                                 |
| Узбекистан                                                         | Победитель     | 5-е     | Четвертьфинал (2013, 2015)                                      |
| Ирак                                                               | Финалист       | 5-е     | 4-е место (2013)                                                |
| Республика Корея                                                   | Полуфиналист   | 16-е    | 2-е место (2019)                                                |
| Япония                                                             | Полуфиналист   | 11-е    | 2-е место (1999)                                                |
| Команды из КАФ отобрались через Чемпионат Африки (U20) 2023        |                |         |                                                                 |
| Сенегал                                                            | Победитель     | 4-е     | 4-е место (2015)                                                |
| Гамбия                                                             | Финалист       | 2-е     | 1/8 финала (2007)                                               |
| Нигерия                                                            | Полуфиналист   | 13-е    | 2-е место (1989, 2005)                                          |
| Тунис                                                              | Полуфиналист   | 3-е     | Групповой этап (1977, 1985)                                     |
| Команды из КОНКАКАФ отобрались через Чемпионат КОНКАКАФ (U20) 2022 |                |         |                                                                 |
| США                                                                | Победитель     | 17-е    | 4-е место (1989)                                                |
| Доминиканская Республика                                           | Финалист       | 1-е     | дебют                                                           |
| Гондурас                                                           | Полуфиналист   | 9-е     | Групповой этап (1977, 1995, 1999, 2005, 2009, 2015, 2017, 2019) |
| Гватемала                                                          | Полуфиналист   | 2-е     | 1/8 финала (2011)                                               |
| Команды из КОНМЕБОЛ отобрались через Чемпионат КОНМЕБОЛ (U20) 2023 |                |         |                                                                 |
| Бразилия                                                           | Победитель     | 19-е    | Чемпион (1983, 1985, 1993, 2003, 2011)                          |
| Уругвай                                                            | 2-е место      | 16-е    | 2-е место (1997, 2013)                                          |
| Колумбия                                                           | 3-е место      | 11-е    | 3-е место (2003)                                                |
| Эквадор                                                            | 4-е место      | 5-е     | 3-е место (2019)                                                |
| Команды из ОФК отобрались через Чемпионат Океании (U19) 2022       |                |         |                                                                 |
| Новая Зеландия                                                     | Победитель     | 7-е     | 1/8 финала (2015, 2017, 2019)                                   |
| Фиджи                                                              | Финалист       | 2-е     | Групповой этап 2015                                             |
| Команды из УЕФА отобрались через Чемпионат Европы (U19) 2022       |                |         |                                                                 |
| Англия                                                             | Победитель     | 12-е    | Чемпион (2017)                                                  |
| Израиль                                                            | Финалист       | 1-е     | дебют                                                           |
| Франция                                                            | Полуфиналист   | 8-е     | Чемпион (2013)                                                  |
| Италия                                                             | Полуфиналист   | 8-е     | 3-е место (2017)                                                |
| Словакия                                                           | 5-е место      | 2-е     | 1/8 финала (2003)                                               |

## Финальный турнир

### Жеребьёвка и посев команд
Жеребьёвка группового этапа должна была состояться 31 марта 2023 года в культурном центре «Таман Верди Будая» в Денпасаре, однако из-за проблем с допуском Израиля до турнира и последующим переноса турнира в Аргентину, жеребьёвка была перенесена на 21 апреля в Цюрих.
24 команды, принимающие участие в турнире, были разделены на четыре корзины. Команды были рассеяны по корзинам в зависимости от их результатов в пяти последних розыгрышах турнира.
Команды из одной конфедерации не могут играть друг с другом в одной группе.
| Корзина 1                                               | Корзина 2                                                        | Корзина 3                                     | Корзина 4                                                        |
| ------------------------------------------------------- | ---------------------------------------------------------------- | --------------------------------------------- | ---------------------------------------------------------------- |
| Аргентина (Группа A) Уругвай США Франция Сенегал Италия | Англия Республика Корея Новая Зеландия Бразилия Колумбия Эквадор | Нигерия Узбекистан Япония Ирак Гондурас Фиджи | Гватемала Доминиканская Республика Гамбия Израиль Словакия Тунис |

### Составы
Окончательная заявка каждой из команд включает в себя 21 игрока из предварительного списка, минимум 3 из которых — вратари.

## Групповой этап
Две лучшие команды из каждой группы, а также четыре лучшие команды, занявшие третье место, прошли в плей-офф. Время начала матчей указано местное (UTC−3).

### Критерии классификации команд на групповом этапе
Если две или более команд набирают одинаковое количество очков, их положение определяется по следующим критериям:
1. очки, набранные во всех матчах группового этапа;
2. разница голов во всех групповых матчах;
3. голы, забитые во всех групповых матчах;
4. количество очков, заработанные в матчах между командами;
5. разница голов в матчах между командами;
6. количество голов, забитых в матчах между командами;
7. дисциплинарные показатели:   - жёлтая карточка: −1 очко;
  - непрямая красная карточка (вторая жёлтая карточка): −3 очка;
  - прямая красная карточка: −4 очка;
  - жёлтая карточка и прямая красная карточка: −5 очков;
8. коэффициенты УЕФА, которые использовались при жеребьёвке отборочного раунда.

### Группа A
| Поз | Команда        | И | В | Н | П | МЗ | МП | РМ | О | Квалификация     |
| --- | -------------- | - | - | - | - | -- | -- | -- | - | ---------------- |
| 1   | Аргентина (Х)  | 3 | 3 | 0 | 0 | 10 | 1  | +9 | 9 | Выход в плей-офф |
| 2   | Узбекистан     | 3 | 1 | 1 | 1 | 5  | 4  | +1 | 4 | Выход в плей-офф |
| 3   | Новая Зеландия | 3 | 1 | 1 | 1 | 3  | 7  | −4 | 4 | Выход в плей-офф |
| 4   | Гватемала      | 3 | 0 | 0 | 3 | 0  | 6  | −6 | 0 |                  |

| Гватемала | 0:1     | Новая Зеландия |
| --------- | ------- | -------------- |
|           | (отчёт) | Гарбетт 80′    |

| Аргентина                 | 2:1     | Узбекистан       |
| ------------------------- | ------- | ---------------- |
| - Велис 27′ - Карбони 41′ | (отчёт) | Махамаджонов 23′ |

| Узбекистан                      | 2:2     | Новая Зеландия             |
| ------------------------------- | ------- | -------------------------- |
| - Файзуллаев 51′ - Эсанов 90+3′ | (отчёт) | - Хердман 23′ - Уоллес 41′ |

| Аргентина                                | 3:0     | Гватемала |
| ---------------------------------------- | ------- | --------- |
| - Велис 17′ - Ромеро 65′ - Перроне 90+8′ | (отчёт) |           |

| Новая Зеландия | 0:5     | Аргентина                                                                      |
| -------------- | ------- | ------------------------------------------------------------------------------ |
|                | (отчёт) | - Маэстро Пуч 14′ - Инфантино 17′ - Ромеро 35′ - Агирре 50′ (пен.) - Велис 87′ |

| Узбекистан        | 2:0     | Гватемала |
| ----------------- | ------- | --------- |
| Нематжонов 9′ 20′ | (отчёт) |           |

### Группа B
| Поз | Команда  | И | В | Н | П | МЗ | МП | РМ  | О | Квалификация     |
| --- | -------- | - | - | - | - | -- | -- | --- | - | ---------------- |
| 1   | США      | 3 | 3 | 0 | 0 | 6  | 0  | +6  | 9 | Выход в плей-офф |
| 2   | Эквадор  | 3 | 2 | 0 | 1 | 11 | 2  | +9  | 6 | Выход в плей-офф |
| 3   | Словакия | 3 | 1 | 0 | 2 | 5  | 4  | +1  | 3 | Выход в плей-офф |
| 4   | Фиджи    | 3 | 0 | 0 | 3 | 0  | 16 | −16 | 0 |                  |

| США         | 1:0     | Эквадор |
| ----------- | ------- | ------- |
| Гомес 90+3′ | (отчёт) |         |

| Фиджи | 0:4     | Словакия                                         |
| ----- | ------- | ------------------------------------------------ |
|       | (отчёт) | - Гажи 17′ - Солгаи 25′ - Гайдош 70′ - Ямбор 79′ |

| США                                   | 3:0     | Фиджи |
| ------------------------------------- | ------- | ----- |
| - Луна 66′ - Кауэлл 88′ - Уайли 90+9′ | (отчёт) |       |

| Эквадор                     | 2:1     | Словакия   |
| --------------------------- | ------- | ---------- |
| - Куэро 45+1′ - Клингер 59′ | (отчёт) | Солгаи 29′ |

| Словакия | 0:2     | США                          |
| -------- | ------- | ---------------------------- |
|          | (отчёт) | - Кауэлл 38′ - Цакирис 90+6′ |

| Эквадор                                                                                                 | 9:0     | Фиджи |
| --- | ------- | ----- |
| - Паэс 7′ - Клингер 34′ - Куэро 36′ 45+6′ - Минда 66′ 85′ - Чамба 89′ - К. Самбрано 90+6′ (пен.) 90+10′ | (отчёт) |       |

### Группа C
| Поз | Команда  | И | В | Н | П | МЗ | МП | РМ | О | Квалификация     |
| --- | -------- | - | - | - | - | -- | -- | -- | - | ---------------- |
| 1   | Колумбия | 3 | 2 | 1 | 0 | 5  | 3  | +2 | 7 | Выход в плей-офф |
| 2   | Израиль  | 3 | 1 | 1 | 1 | 4  | 4  | 0  | 4 | Выход в плей-офф |
| 3   | Япония   | 3 | 1 | 0 | 2 | 3  | 4  | −1 | 3 |                  |
| 4   | Сенегал  | 3 | 0 | 2 | 1 | 2  | 3  | −1 | 2 |                  |

| Израиль              | 1:2     | Колумбия                         |
| -------------------- | ------- | -------------------------------- |
| Турджеман 57′ (пен.) | (отчёт) | - Кортес 74′ (пен.) - Пуэрта 90′ |

| Сенегал | 0:1     | Япония     |
| ------- | ------- | ---------- |
|         | (отчёт) | Мацуки 15′ |

| Сенегал     | 1:1     | Израиль           |
| ----------- | ------- | ----------------- |
| П. Диоп 80′ | (отчёт) | Н’Диай 58′ (авт.) |

| Япония    | 1:2     | Колумбия                    |
| --------- | ------- | --------------------------- |
| Яманэ 30′ | (отчёт) | - Асприлья 53′ - Анхель 59′ |

| Колумбия     | 1:1     | Сенегал    |
| ------------ | ------- | ---------- |
| Кортес 90+5′ | (отчёт) | Камара 30′ |

| Япония         | 1:2     | Израиль                   |
| -------------- | ------- | ------------------------- |
| Сакамото 45+1′ | (отчёт) | - Нави 76′ - Сениор 90+2′ |

### Группа D
| Поз | Команда                  | И | В | Н | П | МЗ | МП | РМ  | О | Квалификация     |
| --- | ------------------------ | - | - | - | - | -- | -- | --- | - | ---------------- |
| 1   | Бразилия                 | 3 | 2 | 0 | 1 | 10 | 3  | +7  | 6 | Выход в плей-офф |
| 2   | Италия                   | 3 | 2 | 0 | 1 | 6  | 4  | +2  | 6 | Выход в плей-офф |
| 3   | Нигерия                  | 3 | 2 | 0 | 1 | 4  | 3  | +1  | 6 | Выход в плей-офф |
| 4   | Доминиканская Республика | 3 | 0 | 0 | 3 | 1  | 11 | −10 | 0 |                  |

| Нигерия                                | 2:1     | Доминиканская Республика |
| -------------------------------------- | ------- | ------------------------ |
| - де Пенья 31′ (авт.) - Сам. Лавал 71′ | (отчёт) | Аскона 23′               |

| Италия                               | 3:2     | Бразилия                |
| ------------------------------------ | ------- | ----------------------- |
| - Прати 11′ - Казадеи 28′ 35′ (пен.) | (отчёт) | Маркос Леонардо 72′ 87′ |

| Италия | 0:2     | Нигерия                         |
| ------ | ------- | ------------------------------- |
|        | (отчёт) | - Салем Фаго 61′ - Сандей 90+5′ |

| Бразилия                                                                                           | 6:0     | Доминиканская Республика |
| -------------------------------------------------------------------------------------------------- | ------- | ------------------------ |
| - Савио 37′ - Маркос Леонардо 38′ - Педросо 57′ - Жиоване 82′ - Гомес 90+2′ - Матеус Мартинс 90+3′ | (отчёт) |                          |

| Бразилия                        | 2:0     | Нигерия |
| ------------------------------- | ------- | ------- |
| - Педросо 43′ - Маркиньос 45+2′ | (отчёт) |         |

| Доминиканская Республика | 0:3     | Италия                            |
| ------------------------ | ------- | --------------------------------- |
|                          | (отчёт) | - Казадеи 19′ 84′ - Амброзино 50′ |

### Группа E
| Поз | Команда | И | В | Н | П | МЗ | МП | РМ | О | Квалификация     |
| --- | ------- | - | - | - | - | -- | -- | -- | - | ---------------- |
| 1   | Англия  | 3 | 2 | 1 | 0 | 4  | 2  | +2 | 7 | Выход в плей-офф |
| 2   | Уругвай | 3 | 2 | 0 | 1 | 7  | 3  | +4 | 6 | Выход в плей-офф |
| 3   | Тунис   | 3 | 1 | 0 | 2 | 3  | 2  | +1 | 3 | Выход в плей-офф |
| 4   | Ирак    | 3 | 0 | 1 | 2 | 0  | 7  | −7 | 1 |                  |

| Англия       | 1:0     | Тунис |
| ------------ | ------- | ----- |
| Скарлетт 25′ | (отчёт) |       |

| Уругвай                                                                  | 4:0     | Ирак |
| ------------------------------------------------------------------------ | ------- | ---- |
| - Абальдо 38′ - Феррари 48′ - Хуссейн Хассан 62′ (авт.) - Маттурро 90+2′ | (отчёт) |      |

| Уругвай                            | 2:3     | Англия                                     |
| ---------------------------------- | ------- | ------------------------------------------ |
| - Фр. Гонсалес 49′ - Абальдо 90+9′ | (отчёт) | - Хамфрис 22′ - Девайн 45+4′ - Гьяби 90+5′ |

| Ирак | 0:3     | Тунис                                              |
| ---- | ------- | -------------------------------------------------- |
|      | (отчёт) | - Снана 55′ - Эль-Джебали 57′ - Горбель 86′ (пен.) |

| Тунис | 0:1     | Уругвай                   |
| ----- | ------- | ------------------------- |
|       | (отчёт) | Фр. Гонсалес 90+3′ (пен.) |

| Ирак | 0:0     | Англия |
| ---- | ------- | ------ |
|      | (отчёт) |        |

### Группа F
| Поз | Команда          | И | В | Н | П | МЗ | МП | РМ | О | Квалификация     |
| --- | ---------------- | - | - | - | - | -- | -- | -- | - | ---------------- |
| 1   | Гамбия           | 3 | 2 | 1 | 0 | 4  | 2  | +2 | 7 | Выход в плей-офф |
| 2   | Республика Корея | 3 | 1 | 2 | 0 | 4  | 3  | +1 | 5 | Выход в плей-офф |
| 3   | Франция          | 3 | 1 | 0 | 2 | 5  | 5  | 0  | 3 |                  |
| 4   | Гондурас         | 3 | 0 | 1 | 2 | 4  | 7  | −3 | 1 |                  |

| Франция              | 1:2     | Республика Корея                  |
| -------------------- | ------- | --------------------------------- |
| Виржиньюс 70′ (пен.) | (отчёт) | - Ли Сон Вон 22′ - Ли Ён Джун 64′ |

| Гамбия         | 2:1     | Гондурас    |
| -------------- | ------- | ----------- |
| Боджанг 1′ 84′ | (отчёт) | Асейтуно 5′ |

| Франция    | 1:2     | Гамбия                              |
| ---------- | ------- | ----------------------------------- |
| Одобер 61′ | (отчёт) | - Зукру 13′ (авт.) - М. Саньянг 68′ |

| Гондурас                         | 2:2     | Республика Корея                  |
| -------------------------------- | ------- | --------------------------------- |
| - Руис 22′ (пен.) - Кастильо 51′ | (отчёт) | - Ким Ён Хак 58′ - Пак Сон Хо 62′ |

| Гондурас  | 1:3     | Франция                           |
| --------- | ------- | --------------------------------- |
| Рамос 15′ | (отчёт) | - Виржиньюс 41′ 60′ - Нзуанго 77′ |

| Республика Корея | 0:0     | Гамбия |
| ---------------- | ------- | ------ |
|                  | (отчёт) |        |

### Рейтинг команд, занявших третье место
Четыре лучшие команды, занявшие третье место в группе, прошли в плей-офф. Они были определены по следующим критериям:
1. очки, заработанные во всех матчах в группе;
2. разница голов во всех матчах в группе;
3. количество голов во всех матчах в группе;
4. жеребьёвка, проведённая Организационным комитетом ФИФА.

| Поз | Гр. | Команда        | И | В | Н | П | МЗ | МП | РМ | О | Квалификация     |
| --- | --- | -------------- | - | - | - | - | -- | -- | -- | - | ---------------- |
| 1   | D   | Нигерия        | 3 | 2 | 0 | 1 | 4  | 3  | +1 | 6 | Выход в плей-офф |
| 2   | A   | Новая Зеландия | 3 | 1 | 1 | 1 | 3  | 7  | −4 | 4 | Выход в плей-офф |
| 3   | B   | Словакия       | 3 | 1 | 0 | 2 | 5  | 4  | +1 | 3 | Выход в плей-офф |
| 4   | E   | Тунис          | 3 | 1 | 0 | 2 | 3  | 2  | +1 | 3 | Выход в плей-офф |
| 5   | F   | Франция        | 3 | 1 | 0 | 2 | 5  | 5  | 0  | 3 |                  |
| 6   | C   | Япония         | 3 | 1 | 0 | 2 | 3  | 4  | −1 | 3 |                  |

## Плей-офф

### Сетка плей-офф
|  | 1/8 финала                    | 1/8 финала                    |                               |   | 1/4 финала           | 1/4 финала           |                    |                    | Полуфиналы | Полуфиналы |  |  | Финал | Финал |
|  |                               |                               |                               |   |                      |                      |                    |                    |            |            |  |  |       |       |
|  | 30 мая — Мендоса              |                               |                               |   |                      |                      |                    |                    |            |            |  |  |       |       |
|  |                               |                               |                               |   |                      |                      |                    |                    |            |            |  |  |       |       |
|  | США                           | 4                             |                               |   |                      |                      |                    |                    |            |            |  |  |       |       |
|  | США                           | 4                             | 4 июня — Сантьяго-дель-Эстеро |   |                      |                      |                    |                    |            |            |  |  |       |       |
|  | Новая Зеландия                | 0                             |                               |   |                      |                      |                    |                    |            |            |  |  |       |       |
|  | Новая Зеландия                | 0                             | США                           | 0 |                      |                      |                    |                    |            |            |  |  |       |       |
|  | 1 июня — Сантьяго-дель-Эстеро |                               | США                           | 0 |                      |                      |                    |                    |            |            |  |  |       |       |
|  |                               | Уругвай                       | 2                             |   |                      |                      |                    |                    |            |            |  |  |       |       |
|  | Гамбия                        | Уругвай                       | 2                             | 0 |                      |                      |                    |                    |            |            |  |  |       |       |
|  | Гамбия                        |                               | 8 июня — Ла-Плата             | 0 |                      |                      |                    |                    |            |            |  |  |       |       |
|  | Уругвай                       | 1                             |                               |   |                      |                      |                    |                    |            |            |  |  |       |       |
|  | Уругвай                       | 1                             | Уругвай                       | 1 |                      |                      |                    |                    |            |            |  |  |       |       |
|  | 30 мая — Мендоса              |                               | Уругвай                       | 1 |                      |                      |                    |                    |            |            |  |  |       |       |
|  |                               | Израиль                       | 0                             |   |                      |                      |                    |                    |            |            |  |  |       |       |
|  | Узбекистан                    | Израиль                       | 0                             | 0 |                      |                      |                    |                    |            |            |  |  |       |       |
|  | Узбекистан                    | 3 июня — Сан-Хуан             |                               | 0 |                      |                      |                    |                    |            |            |  |  |       |       |
|  | Израиль                       | 1                             |                               |   |                      |                      |                    |                    |            |            |  |  |       |       |
|  | Израиль                       | 1                             | Израиль (д. в.)               | 3 |                      |                      |                    |                    |            |            |  |  |       |       |
|  | 31 мая — Ла-Плата             |                               | Израиль (д. в.)               | 3 |                      |                      |                    |                    |            |            |  |  |       |       |
|  |                               | Бразилия                      | 2                             |   |                      |                      |                    |                    |            |            |  |  |       |       |
|  | Бразилия                      | Бразилия                      | 2                             | 4 |                      |                      |                    |                    |            |            |  |  |       |       |
|  | Бразилия                      |                               | 11 июня — Ла-Плата            | 4 |                      |                      |                    |                    |            |            |  |  |       |       |
|  | Тунис                         | 1                             |                               |   |                      |                      |                    |                    |            |            |  |  |       |       |
|  | Тунис                         | 1                             | Уругвай                       | 1 |                      |                      |                    |                    |            |            |  |  |       |       |
|  | 31 мая — Сан-Хуан             |                               | Уругвай                       | 1 |                      |                      |                    |                    |            |            |  |  |       |       |
|  |                               | Италия                        | 0                             |   |                      |                      |                    |                    |            |            |  |  |       |       |
|  | Колумбия                      | Италия                        | 0                             | 5 |                      |                      |                    |                    |            |            |  |  |       |       |
|  | Колумбия                      | 3 июня — Сан-Хуан             |                               | 5 |                      |                      |                    |                    |            |            |  |  |       |       |
|  | Словакия                      | 1                             |                               |   |                      |                      |                    |                    |            |            |  |  |       |       |
|  | Словакия                      | 1                             | Колумбия                      | 1 |                      |                      |                    |                    |            |            |  |  |       |       |
|  | 31 мая — Ла-Плата             |                               | Колумбия                      | 1 |                      |                      |                    |                    |            |            |  |  |       |       |
|  |                               | Италия                        | 3                             |   |                      |                      |                    |                    |            |            |  |  |       |       |
|  | Англия                        | Италия                        | 3                             | 1 |                      |                      |                    |                    |            |            |  |  |       |       |
|  | Англия                        |                               | 8 июня — Ла-Плата             | 1 |                      |                      |                    |                    |            |            |  |  |       |       |
|  | Италия                        | 2                             |                               |   |                      |                      |                    |                    |            |            |  |  |       |       |
|  | Италия                        | 2                             | Италия                        | 2 |                      |                      |                    |                    |            |            |  |  |       |       |
|  | 1 июня — Сантьяго-дель-Эстеро |                               | Италия                        | 2 |                      |                      |                    |                    |            |            |  |  |       |       |
|  |                               | Республика Корея              | 1                             |   | Матч за третье место | Матч за третье место |                    |                    |            |            |  |  |       |       |
|  | Эквадор                       | Республика Корея              | 1                             | 2 | Матч за третье место | Матч за третье место |                    |                    |            |            |  |  |       |       |
|  | Эквадор                       | 4 июня — Сантьяго-дель-Эстеро | 4 июня — Сантьяго-дель-Эстеро | 2 |                      |                      | 11 июня — Ла-Плата | 11 июня — Ла-Плата |            |            |  |  |       |       |
|  | Республика Корея              | 4 июня — Сантьяго-дель-Эстеро | 4 июня — Сантьяго-дель-Эстеро | 3 |                      |                      | 11 июня — Ла-Плата | 11 июня — Ла-Плата |            |            |  |  |       |       |
|  | Республика Корея              | Республика Корея (д. в.)      | 1                             | 3 | Израиль              | 3                    |                    |                    |            |            |  |  |       |       |
|  | 31 мая — Сан-Хуан             | Республика Корея (д. в.)      | 1                             |   | Израиль              | 3                    |                    |                    |            |            |  |  |       |       |
|  |                               | Нигерия                       | 0                             |   | Республика Корея     | 1                    |                    |                    |            |            |  |  |       |       |
|  | Аргентина                     | Нигерия                       | 0                             | 0 | Республика Корея     | 1                    |                    |                    |            |            |  |  |       |       |
|  | Аргентина                     |                               |                               | 0 |                      |                      |                    |                    |            |            |  |  |       |       |
|  | Нигерия                       | 2                             |                               |   |                      |                      |                    |                    |            |            |  |  |       |       |
|  | Нигерия                       | 2                             |                               |   |                      |                      |                    |                    |            |            |  |  |       |       |

### 1/8 финала
| США                                             | 4:0     | Новая Зеландия |
| ----------------------------------------------- | ------- | -------------- |
| - Волфф 14′ - Кауэлл 61′ - Че 75′ - Пукштас 82′ | (отчёт) |                |

| Узбекистан | 0:1     | Израиль      |
| ---------- | ------- | ------------ |
|            | (отчёт) | Халили 90+7′ |

| Бразилия                                                                | 4:1     | Тунис          |
| ----------------------------------------------------------------------- | ------- | -------------- |
| - Маркос Леонардо 11′ (пен.) - Сантос 31′ 90+10′ - Матеус Мартинс 90+1′ | (отчёт) | Горбель 90+13′ |

| Колумбия                                           | 5:1     | Словакия  |
| -------------------------------------------------- | ------- | --------- |
| - Кортес 48′ 90+4′ - Асприлья 50′ - Анхель 52′ 63′ | (отчёт) | Ямбор 87′ |

| Англия     | 1:2     | Италия                              |
| ---------- | ------- | ----------------------------------- |
| Девайн 24′ | (отчёт) | - Бальданци 8′ - Казадеи 87′ (пен.) |

| Аргентина | 0:2     | Нигерия                      |
| --------- | ------- | ---------------------------- |
|           | (отчёт) | - Мухаммад 61′ - Сарки 90+1′ |

| Гамбия | 0:1     | Уругвай    |
| ------ | ------- | ---------- |
|        | (отчёт) | Дуарте 65′ |

| Эквадор                           | 2:3     | Республика Корея                                    |
| --------------------------------- | ------- | --------------------------------------------------- |
| - Куэро 36′ (пен.) - Гонсалес 84′ | (отчёт) | - Ли Ён Джун 11′ - Пэ Джунху 19′ - Чхве Сок Хён 48′ |

### 1/4 финала
| Израиль                                     | 3:2 (доп. вр.) | Бразилия                                     |
| ------------------------------------------- | -------------- | -------------------------------------------- |
| - Халили 60′ - Шибли 93′ - Турджеман 105+3′ | (отчёт)        | - Маркос Леонардо 56′ - Матеус Насименту 91′ |

| Колумбия   | 1:3     | Италия                                      |
| ---------- | ------- | ------------------------------------------- |
| Торрес 49′ | (отчёт) | - Казадеи 9′ - Бальданци 38′ - Эспозито 46′ |

| Республика Корея | 1:0 (доп. вр.) | Нигерия |
| ---------------- | -------------- | ------- |
| Чхве Сок Хён 95′ | (отчёт)        |         |

| США | 0:2     | Уругвай                           |
| --- | ------- | --------------------------------- |
|     | (отчёт) | - Дуарте 21′ - Уайндер 56′ (авт.) |

### Полуфиналы
| Уругвай    | 1:0     | Израиль |
| ---------- | ------- | ------- |
| Дуарте 61′ | (отчёт) |         |

| Италия                      | 2:1     | Республика Корея      |
| --------------------------- | ------- | --------------------- |
| - Казадеи 14′ - Пафунди 86′ | (отчёт) | Ли Сон Вон 23′ (пен.) |

### Матч за третье место
| Израиль                                  | 3:1     | Республика Корея      |
| ---------------------------------------- | ------- | --------------------- |
| - Биньямин 19′ - Сениор 76′ - Халили 85′ | (отчёт) | Ли Сон Вон 24′ (пен.) |

### Финал
| Уругвай         | 1:0     | Италия |
| --------------- | ------- | ------ |
| Л. Родригес 86′ | (отчёт) |        |

## Бомбардиры
Примечание: В скобках указано, сколько голов из общего числа забито с пенальти.
7 голов
- Чезаре Казадеи (2)

5 голов
- Маркос Леонардо (1)

4 гола
- Оскар Кортес (1)
- Джастин Куэро (1)

3 гола
- Алехо Велис
- Анан Халили
- Томас Анхель
- Ли Сон Вон (2)
- Кейд Кауэлл
- Андерсон Дуарте
- Алан Виржиньюс (1)

2 гола
- Алфи Девайн
- Лука Ромеро
- Матеус Мартинс
- Жан Педросо
- Андрей Сантос
- Адама Боджанг
- Омер Сениор
- Дор Турджеман (1)
- Томмазо Бальданци
- Ясер Асприлья
- Ли Ён Джун
- Чхве Сок Хён
- Мате Солгаи
- Тимотей Ямбор
- Махмуд Горбель (1)
- Шахзод Нематжонов
- Матиас Абальдо
- Франко Гонсалес (1)
- Хосе Клингер
- Алан Минда
- Кристофер Самбрано (1)

1 гол
- Дарко Гьяби
- Дейн Скарлетт
- Башир Хамфрис
- Бриан Агирре (1)
- Джино Инфантино
- Валентин Карбони
- Игнасио Маэстро Пуч
- Максимо Перроне
- Марлон Гомес
- Жиоване
- Маркиньос
- Матеус Насименту
- Савио
- Мамин Саньянг
- Марко Асейтуно
- Исаак Кастильо
- Один Рамос
- Давид Руис (1)
- Эдисон Аскона (1)
- Ран Биньямин
- Рой Нави
- Хамза Шибли
- Джузеппе Амброзино
- Симоне Пафунди
- Маттео Прати
- Франческо Пио Эспозито
- Густаво Пуэрта
- Джохан Торрес
- Самсон Лавал
- Ибрагим Мухаммад
- Лавал Салем Фаго
- Джуд Сандей
- Халиру Сарки
- Норман Гарбетт
- Бен Уоллес
- Джей Хердман
- Ким Ён Хак
- Ли Ён Джун
- Пак Сон Хо
- Пэ Джунху
- Папе Диоп
- Мамаду Ламин Камара
- Адам Гажи
- Артур Гайдош
- Оуэн Волфф
- Джонатан Гомес
- Диего Луна
- Рокас Пукштас
- Кейлеб Уайли
- Нико Цакирис
- Джастин Че
- Юссеф Снана
- Шэйм Эль-Джебали
- Махмуджон Махамаджонов
- Аббосбек Файзуллаев
- Шерзод Эсанов
- Алан Маттурро
- Лусиано Родригес
- Андрес Феррари
- Феликс Нзуанго
- Вильсон Одобер
- Себастьян Гонсалес
- Кендри Паэс
- Томми Чамба
- Курю Мацуки
- Иса Сакамото
- Рику Яманэ

Автоголы
- Гильермо де Пенья в матче против Нигерии
- Хуссейн Хассан в матче против Уругвая
- Мамур Н’Диай в матче против Израиля
- Джошуа Уайндер в матче против Уругвая
- Танги Зукру в матче против Гамбии